# 港南中央駅
港南中央駅（こうなんちゅうおうえき）は、神奈川県横浜市港南区港南中央通にある、横浜市営地下鉄ブルーライン（1号線）の駅である。駅番号はB10。

## 概要
神奈川県道21号横浜鎌倉線（鎌倉街道）の横浜市立港南中学校の前の地下にあり、港南警察署や港南区役所などの公共施設が集中する、港南区の中心部に所在している。当初は笹下駅（仮称）として、駅の建設が計画された。

## 歴史
- 1976年（昭和51年）9月4日 - 開業。
- 2004年（平成16年）12月1日 - 京王設備サービスによる業務委託駅となる[3][4][5]。
- 2007年（平成19年）7月7日 - ホームドアの使用を開始。
- 2012年（平成24年）5月1日 - docomo Wi-Fiによる、公衆無線LANサービス開始。

### 駅名の由来
駅所在地の地名「港南中央通」から採られた。元来の地名は笹下町であったが、1972年に港南区の官公庁が集中するこの地域に新町名である港南中央通が設置された。

## 駅構造
地下駅。鎌倉街道の地下に相対式ホーム2面2線を有する。地下1階に改札口・コンコースなどの施設が置かれ、地下2階がホームとなっている。県道の南側に1番出口、北側に2番出口が設置され、うち2番出口には太陽光発電設備が設置されている。また、2番出口に隣接して換気塔が併設されている。
改札口に隣接した売店（駅員が販売）では、近隣の横浜刑務所で製造されたものを含む刑務所作業製品（CAPIC製品）や、地域作業場で作られた製品が販売されている。

### のりば
| 番線 | 路線         | 行先         |
| ---- | ------------ | ------------ |
| 1    | ブルーライン | 湘南台方面   |
| 2    | ブルーライン | あざみ野方面 |

- 上表の路線名は旅客案内上の名称（愛称）で記載している。

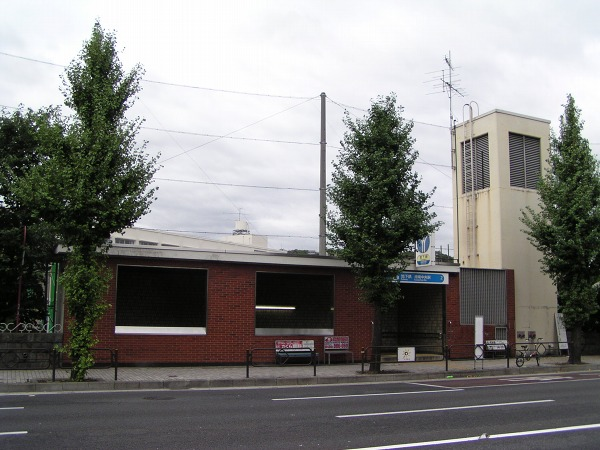
2番出口（2005年9月）
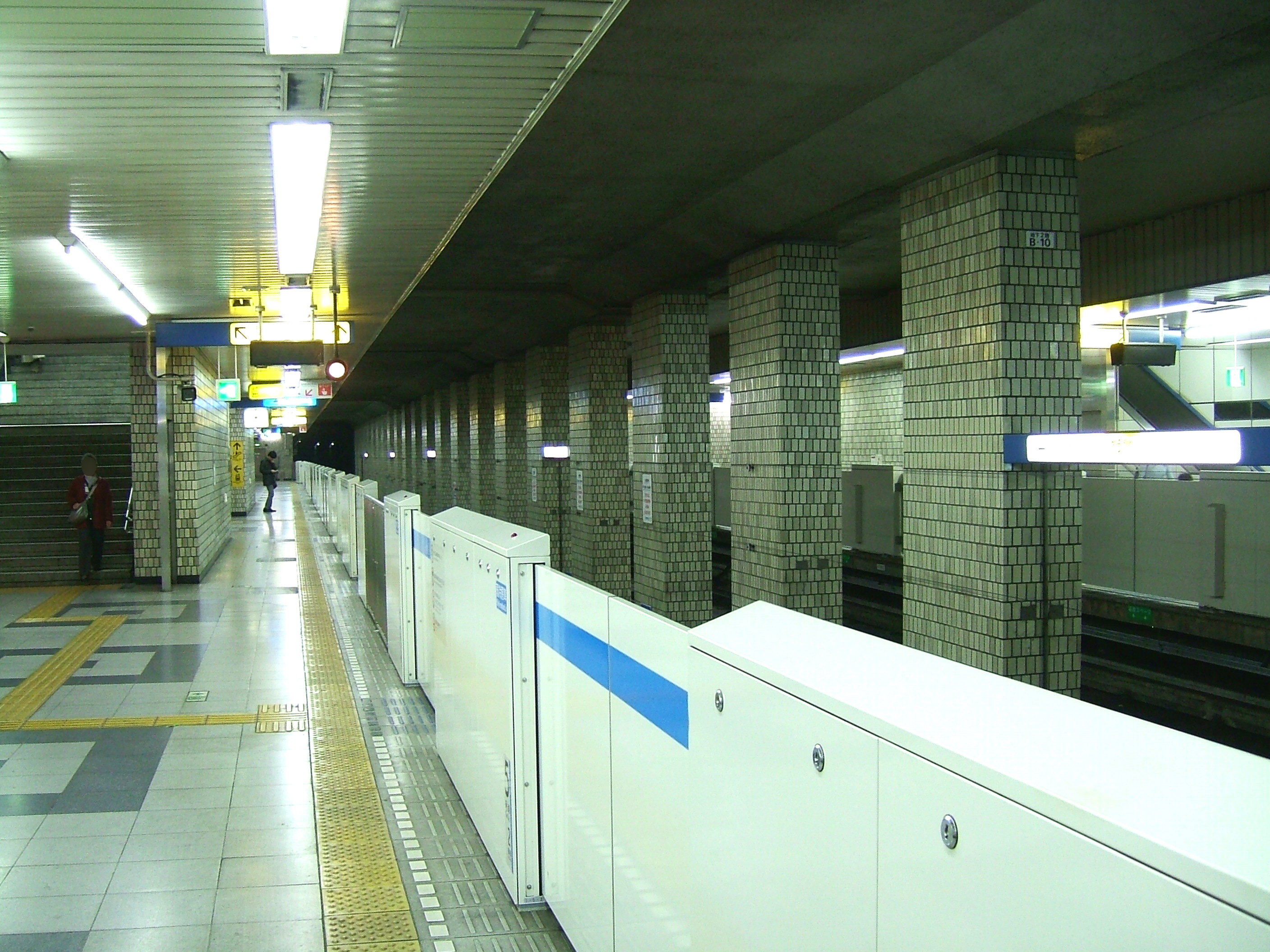
ホーム（2008年3月）
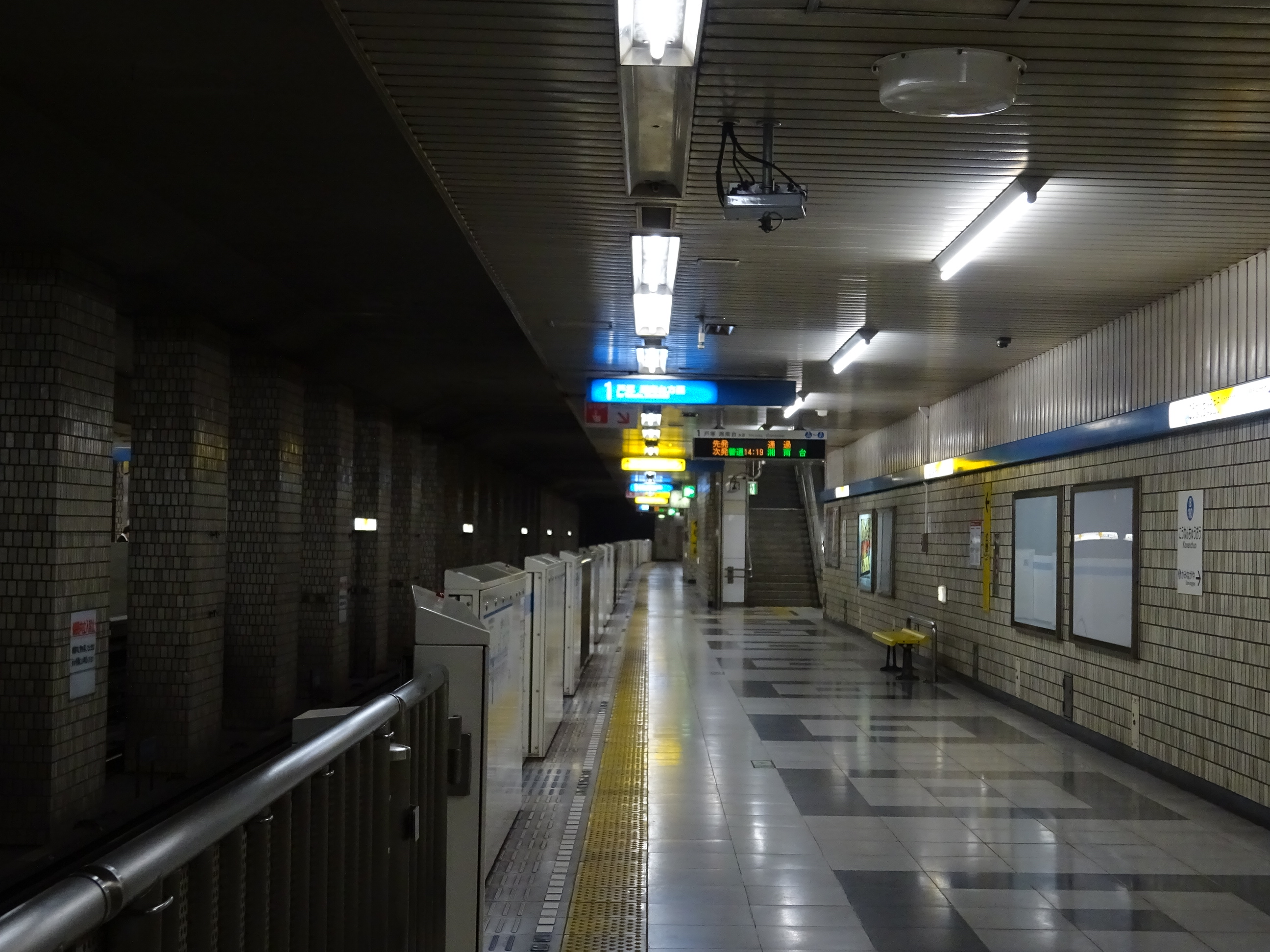
ホーム（2016年10月）

## 利用状況

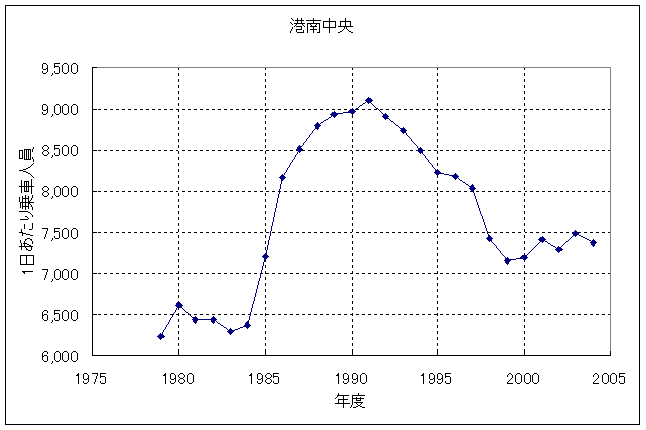
1日あたり乗車人員の推移

2022年（令和4年）度の1日平均乗降人員は17,242人（乗車人員：8,805人、降車人員：8,437人）である。
近年の1日平均乗降・乗車人員推移は下記の通り。
| 年度               | 1日平均 乗降人員 | 1日平均 乗車人員 | 出典     |
| ------------------ | ---------------- | ---------------- | -------- |
| 1979年（昭和54年） |                  | 6,233            |          |
| 1980年（昭和55年） |                  | 6,621            |          |
| 1981年（昭和56年） |                  | 6,438            |          |
| 1982年（昭和57年） |                  | 6,442            |          |
| 1983年（昭和58年） |                  | 6,300            |          |
| 1984年（昭和59年） |                  | 6,370            |          |
| 1985年（昭和60年） |                  | 7,210            |          |
| 1986年（昭和61年） |                  | 8,170            |          |
| 1987年（昭和62年） |                  | 8,518            |          |
| 1988年（昭和63年） |                  | 8,799            |          |
| 1989年（平成元年） |                  | 8,939            |          |
| 1990年（平成02年） |                  | 8,971            |          |
| 1991年（平成03年） |                  | 9,108            |          |
| 1992年（平成04年） |                  | 8,905            |          |
| 1993年（平成05年） |                  | 8,749            |          |
| 1994年（平成06年） |                  | 8,504            |          |
| 1995年（平成07年） |                  | 8,235            | [ * 1 ]  |
| 1996年（平成08年） |                  | 8,174            |          |
| 1997年（平成09年） |                  | 8,036            |          |
| 1998年（平成10年） |                  | 7,422            | [ * 2 ]  |
| 1999年（平成11年） | 14,276           | 7,156            | [ * 3 ]  |
| 2000年（平成12年） | 14,569           | 7,194            | [ * 3 ]  |
| 2001年（平成13年） | 15,083           | 7,414            | [ * 4 ]  |
| 2002年（平成14年） | 15,002           | 7,300            | [ * 5 ]  |
| 2003年（平成15年） | 15,222           | 7,535            | [ * 6 ]  |
| 2004年（平成16年） | 14,995           | 7,373            | [ * 7 ]  |
| 2005年（平成17年） | 15,079           | 7,268            | [ * 8 ]  |
| 2006年（平成18年） | 14,718           | 7,302            | [ * 9 ]  |
| 2007年（平成19年） | 14,325           | 7,486            | [ * 10 ] |
| 2008年（平成20年） | 16,084           | 8,342            | [ * 11 ] |
| 2009年（平成21年） | 16,721           | 8,646            | [ * 12 ] |
| 2010年（平成22年） | 16,790           | 8,672            | [ * 13 ] |
| 2011年（平成23年） | 17,037           | 8,771            | [ * 14 ] |
| 2012年（平成24年） | 17,407           | 8,954            | [ * 15 ] |
| 2013年（平成25年） | 17,717           | 9,102            | [ * 16 ] |
| 2014年（平成26年） | 18,227           | 9,327            | [ * 17 ] |
| 2015年（平成27年） | 18,424           | 9,417            | [ * 18 ] |
| 2016年（平成28年） | 18,568           | 9,494            | [ * 19 ] |
| 2017年（平成29年） | 18,499           | 9,455            | [ * 20 ] |
| 2018年（平成30年） | 19,042           | 9,729            | [ * 21 ] |
| 2019年（令和元年） | 19,627           | 10,013           | [ * 22 ] |
| 2020年（令和02年） | 15,323           | 7,807            |          |
| 2021年（令和03年） | 16,219           | 8,276            |          |
| 2022年（令和04年） | 17,242           | 8,805            |          |

## 駅周辺

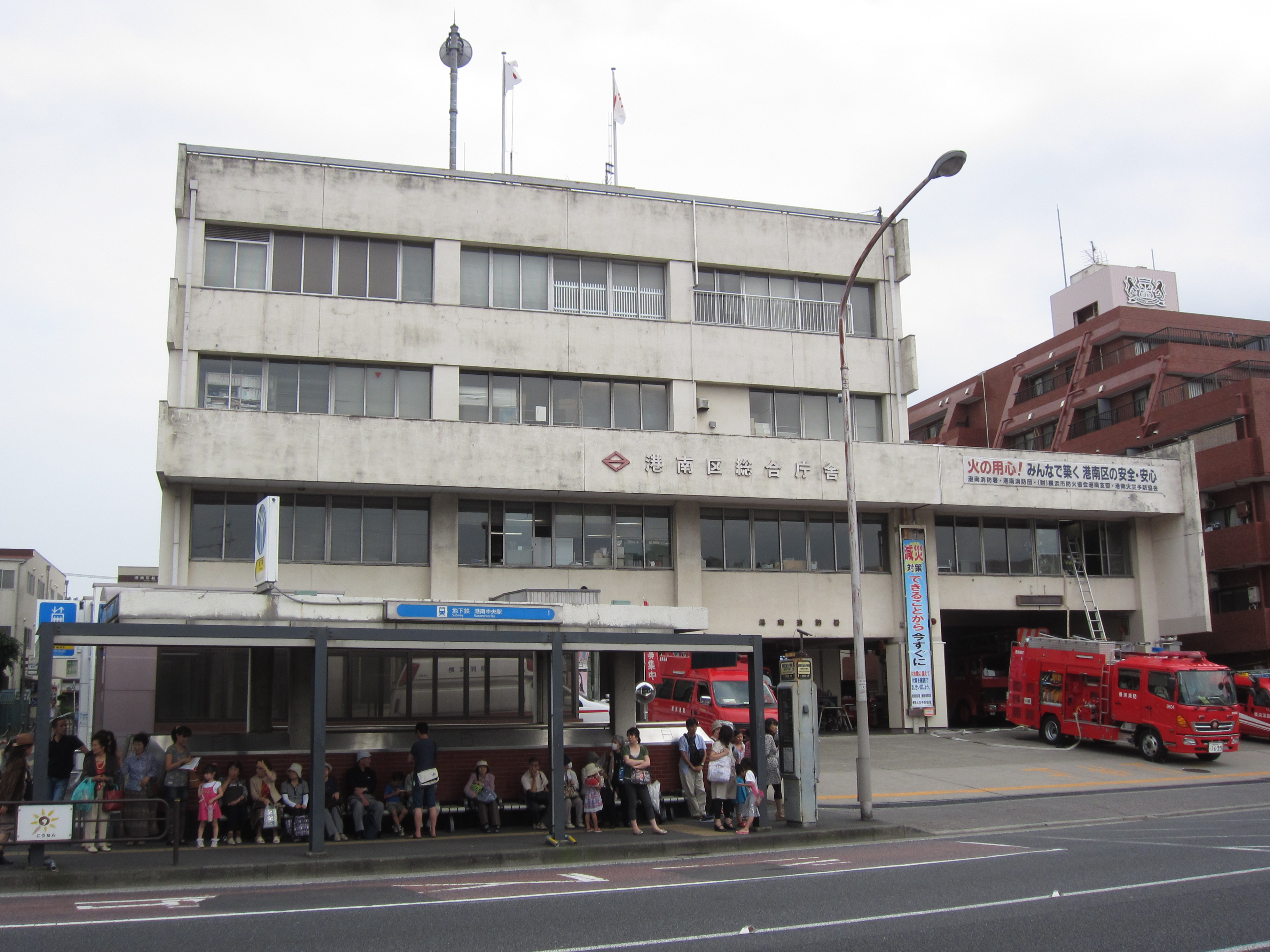
港南区役所旧庁舎と1番出口前のバス停（2012年6月）。

港南区役所（港南区総合庁舎）や港南警察署、港南消防署などの行政施設が集中する。
- グッディプレイス
  - ヨークフーズ 港南中央店
- 港南スポーツセンター
- 日野中央公園
- 真宗大谷派本願寺横浜別院
- サバスホール
- 横浜市港南区役所（港南区総合庁舎）
- 神奈川県港南警察署
- 横浜市港南消防署
- 横浜刑務所
- 横浜市立港南中学校
- 横浜市立笹下中学校
- 横浜市立南台小学校
- 京急自動車学校上大岡校
- 神奈川県道21号横浜鎌倉線（鎌倉街道）

## バス路線
港南区総合庁舎
- 1番出口前
  - 横浜市営バス
    - 2 - 港南車庫行（日野中央公園入口経由）
    - 51 - 野庭中央公園行（すずかけ通経由）
    - 52 - 野庭中央公園行（野庭団地東口経由） ※朝のみ
    - 351（深夜） - 港南車庫行（すずかけ通・野庭中央公園経由） ※平日のみ
    - 64 - 港南台駅行（清水橋・公園前経由）
    - 111 - 港南台駅（洋光台駅経由）・洋光台駅行 ※洋光台駅行は土曜1本

  - 神奈川中央交通
    - 船05・船20 - 大船駅行
    - 上32・港61- 港南台駅行（清水橋経由）
    - 139 - 本郷台駅行
    - 30 - 上大岡駅行（上永谷駅・芹が谷経由）・芹が谷行（上永谷駅経由）
    - 舞01 - 舞岡行（上永谷駅経由）
    - 71 - 上大岡駅行（南高校・芹が谷経由）・芹が谷行（南高校経由）
    - 上202 - 東戸塚駅東口行（南高校経由）
    - 上31 - 日野ヶ丘循環・下野庭三田行

  - 江ノ電バス
    - 船05 - 大船駅行
    - A21 - 鎌倉駅行（大船駅経由）
    - D1 - 洋光台駅行（桜道坂上経由）
    - D13 - 雑色行（桜道坂上経由）
- 2番出口前 ※全便上大岡駅経由
  - 横浜市営バス
    - 2・51・52・64・111 - 上大岡駅行
    - 64 - 磯子駅行

  - 神奈川中央交通
    - 船20 - 桜木町駅行
    - 港61 - 横浜駅東口行
    - 舞01・船05・上06・30・上31・上32・71・139・上202 - 上大岡駅行

  - 江ノ電バス
    - 船05・A15・A21・D1・D13・D21 - 上大岡駅行

## 隣の駅
横浜市営地下鉄
 ブルーライン（1号線）
■快速
通過
■普通
上永谷駅 (B09) - 港南中央駅 (B10) - 上大岡駅 (B11)